# 1371 en santé et médecine
| Années de la santé et de la médecine : 1368 - 1369 - 1370 - 1371 - 1372 - 1373 - 1374    |
| Décennies de la santé et de la médecine : 1340 - 1350 - 1360 - 1370 - 1380 - 1390 - 1400 |

Cet article présente les faits marquants de l'année 1371 en santé et médecine.

## Événements
- 20 février : Gervais Chrétien, Premier médecin du roi Charles V, fonde à Paris le collège Notre-Dame de Bayeux, dit « collège de maître Gervais », voué à l'accueil d'écoliers en théologie et où la présence de boursiers en médecine ne sera attestée qu'à partir de 1377[1].
- Le roi Charles V rectifie et complète les statuts des barbiers de Paris, leur confirmant le droit « de panser […] les plaies qui ne seraient pas mortelles, nonobstant l'opposition des chirurgiens[2] ».
- Le roi Édouard III autorise le chapelain Robert Denton à fonder à Londres, « pour les pauvres prêtres et pour les hommes et les femmes de ladite cité qui tombent soudain en frénésie et perdent la mémoire[3] », un asile connu sous le nom de Berking Church Hospital[4].
- Jean Ocko de Vlasim, archevêque de Prague, fonde un hôpital pour les clercs pauvres sur la colline du Hradschin[5].
- En 1371 au plus tard : Philippe le Hardi, duc de Bourgogne, frère du roi de France Charles V, prend à son service le médecin Jean de Pouilly, maître de la faculté de médecine de Paris[6].

## Publication
- Pierre Chartreis, maître ès-arts et licencié en médecine de l'université de Montpellier, rédige une première copie du régime de pestilence (Preservatio pestilentie) de Jean Jacme († 1384) dont le texte, probablement « recueilli de la bouche même du maître, […] a retenu plus particulièrement l'attention des historiens de la médecine[7] ».

## Décès
- Vers 1371 : Bernat Sarriera (date de naissance inconnue), chirurgien à Gérone, en Catalogne, médecin du roi Pierre IV d'Aragon, comte de Barcelone[8].